# Саито Тацуоки
Саито Тацуоки (1548-1573) био је јапански феудални господар (даимјо) из периода Сенгоку (1467—1600). Син Саито Јошитацу-а и унук Саито Досана, у историји је остао запамћен као заклети непријатељ Ода Нобунаге.

## Биографија

### Господар провинције Мино
Саито Тацуоки је наследио провинцију Мино (и замак Огучи у северном Оварију) након очеве смрти од лепре, средином 1661. Читава његова каријера као господара Миноа (1661—1667) протекла је у рату против Ода Нобунаге, господара суседне јужне провинције Овари, ожењеног са Тацуокијевом тетком, Кичо (Нохиме), који је нападао Мино под изговором освете за свог таста Саито Досана, кога је Тацуокијев отац, Саито Јошитацу, свргнуо и убио у бици на реци Нагара (1556). Сачуване хронике, већином писане од стране Нобунагиних присталица, наводе да је Тацуоки, за разлику од оца и деде, био неспособан и непопуларан владар. Међутим, чињенице говоре супротно: ослањајући се на свог ујака (Нагаи Хајато) и вазале које је наследио од оца, Тацуоки је успешно бранио Мино од Нобунагиних напада пуних 7 година (примера ради, Нобунагина кампања за освајање Кјота и пет околних провинција трајала је мање од месец дана), и потукао је самог Нобунагу у више битака (што је осим њега успело само Такеда Шингену и Уесуги Кеншину, које су тадашњи хроничари сматрали најбољим војсковођама свог времена). Први Нобунагини походи на Мино (1561—1564) одбијени су без резултата: замак Огучи и пограничне тврђаве пали су тек 1565, након што је неколицина Тацуокијевих вазала за новац прешла на Нобунагину страну. Нобунагин напад на замак Инабајама (Инокучи) - престоницу провинције - наредне године успешно је одбијен. Тек у лето 1567. тројица главних Тацуокијевих вазала  (Инаба Јошимичи, Уђије Наомото и Андо Ига - такозвани Мино тријумвират) прешли су на Нобунагину страну, и Инабајама је поново опседнута војскама из Оварија и Мино-а. Деморалисана посада предала се после само две недеље (15. августа 1567), али су Тацуоки и Нагаи Хајато чамцем успели да побегну низ реку Нагара све до мора и нађу уточиште у Нагашими (на источној граници Оварија), упоришту Ико-Ики секте.

### Касније борбе против Нобунаге
Иако је изгубио своје поседе и постао ронин, Саито Тацуоки је до краја живота учествовао у свим покретима и устанцима против Ода Нобунаге. Након што је Нобунага 1568. протерао тзв. Мијоши тријумвират из Кјота и поставио Ашикага Јошиакија за шогуна, Саито Тацуоки и Нагаи Хајато били су на челу преко 10.000 ронина из јужних области који су 5. јануара 1569. напали Кјото у неуспелом покушају да оборе новог шогуна, али су потучени од стране шогунових и Нобунагиних присталица. Јула 1570. Мијоши тријумвири, Тацуоки и Хајато су подигли против Нобунаге око 8.000 ронина са острва Шикоку и утврдили се код Осаке, где се налазила престоница тада најпопуларније будистичке секте у Јапану, познате као Џодо-шиншу или Права школа чисте земље: Нобунагин напад на оближња утврђења побуњеника довео га је до сукоба са наоружаним верницима ове секте (милитантни покрет верника познат као Ико-Ики), чиме је почео Нобунагин рат против Ико-Икија који је потрајао пуних 10 година (1570—1580). После тога Тацуоки је побегао у Ечизен, својим рођацима из клана Асакура који су од 1570. били у рату са Нобунагом. Погинуо је у последњем отпору клана Асакура у опсади замка Ичијодани.